# Orson Welles

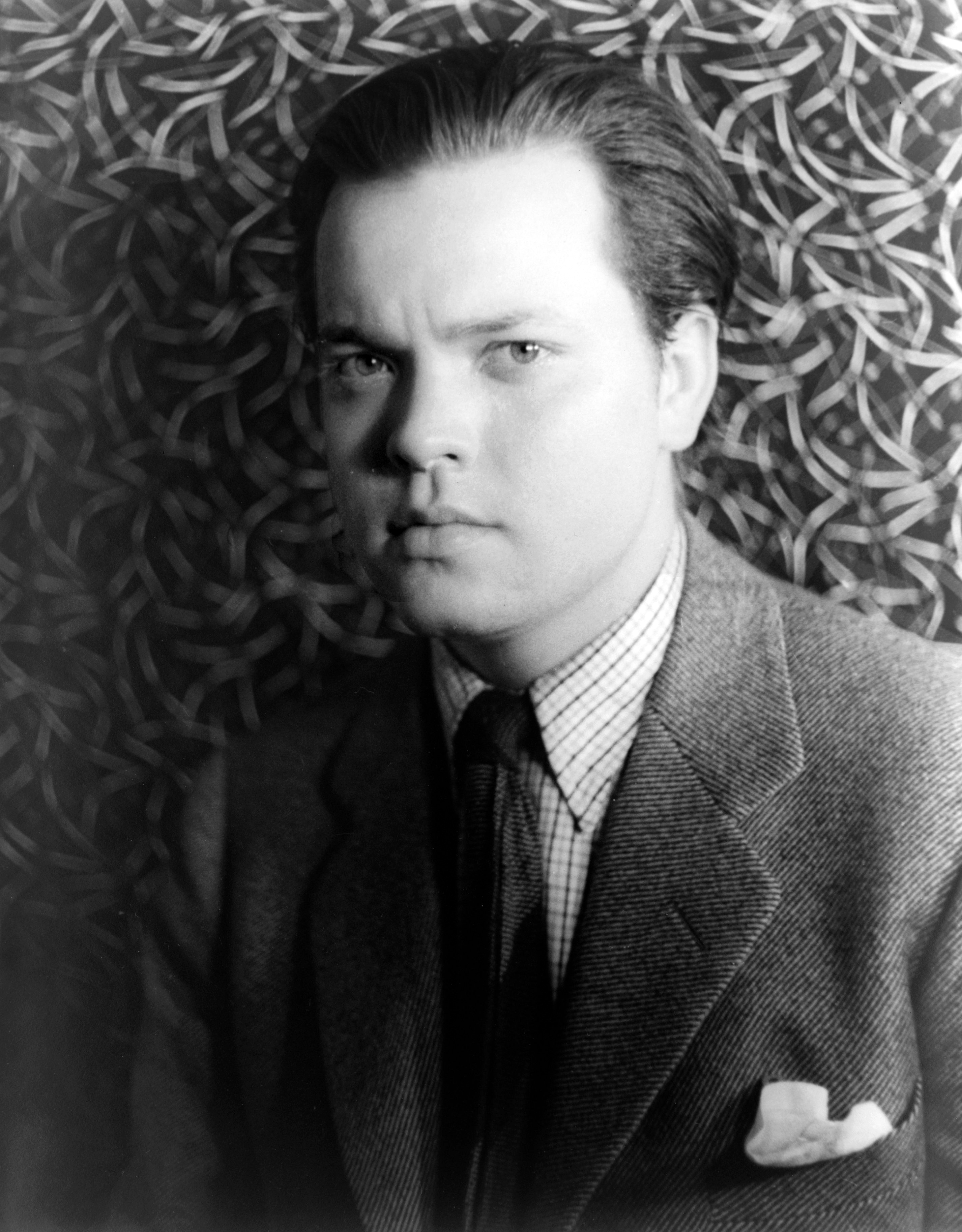
Orson Welles (März 1937)

George Orson Welles (* 6. Mai 1915 in Kenosha, Wisconsin; † 10. Oktober 1985 in Los Angeles, Kalifornien) war ein US-amerikanischer Hörspiel-, Film- und Theaterregisseur, Schauspieler und Autor.
Obwohl viele seiner Projekte nie verwirklicht wurden oder unvollendet blieben, gilt Welles als einer der künstlerisch einflussreichsten Regisseure des Kinos. Sein erster Kinofilm, Citizen Kane, wird oft als das bedeutendste Werk der Filmgeschichte bezeichnet und bis heute häufig zitiert. Das britische Filmmagazin Sight & Sound wählte Welles zum besten Regisseur aller Zeiten. Mit seiner berühmten Hörspiel-Version von Der Krieg der Welten sowie seinen wegweisenden Broadway-Inszenierungen war er auch für Radio und Theater ein bedeutender Innovator.

## Leben und Karriere

### Jugend

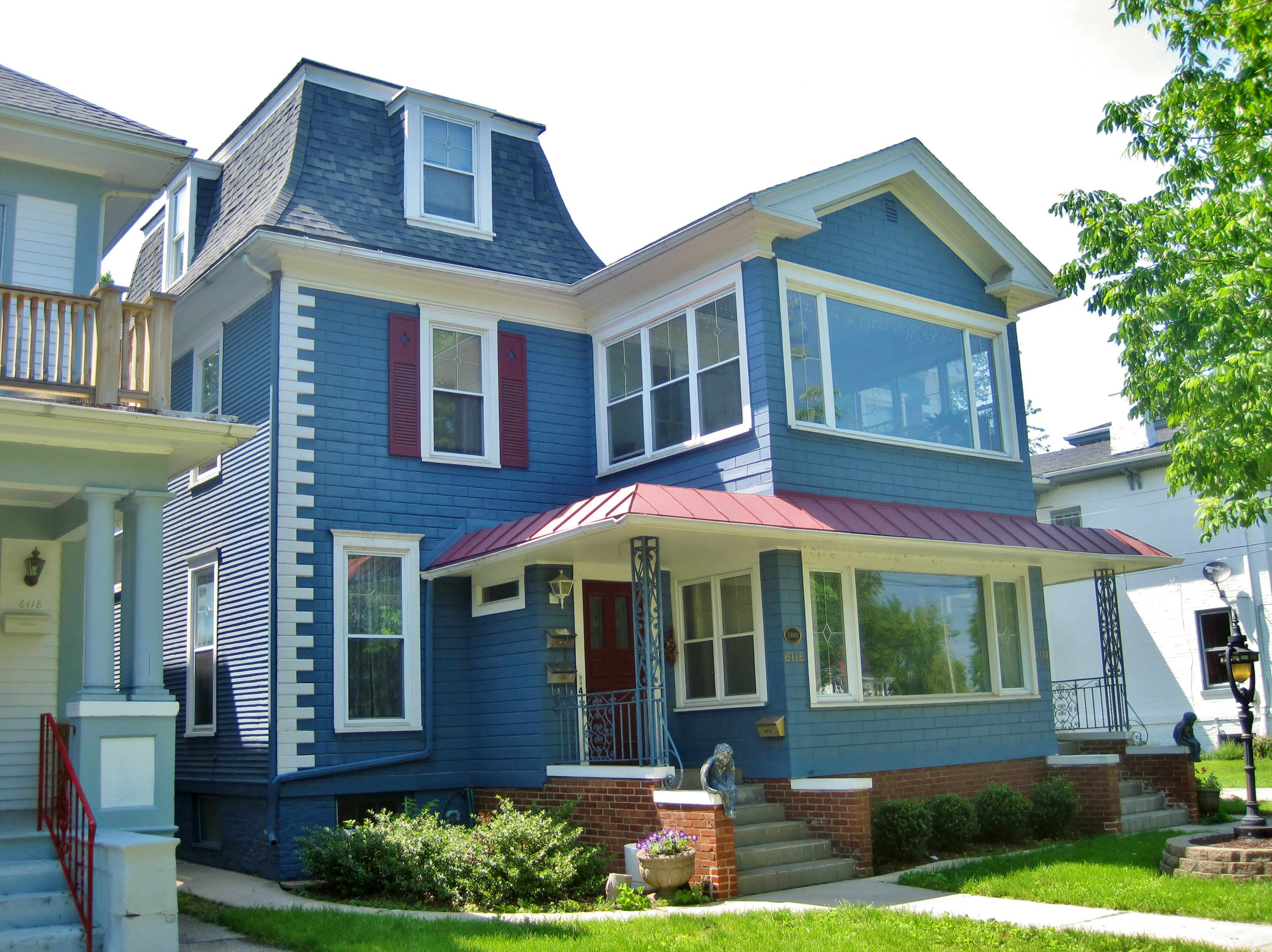
Geburtshaus von Orson Welles in Kenosha (2013)

Orson Welles war der zweite Sohn von Richard Head Welles, einem wohlhabenden Geschäftsmann, und Beatrice Ives, einer Konzertpianistin und Suffragette. Bereits als Kind soll Orson Welles von Maurice Bernstein, einem Arzt aus Chicago, als Wunderkind bezeichnet worden sein. Seine Mutter machte ihn früh mit Werken von William Shakespeare sowie dem Klavier- und Violinspiel im Vaudeville bekannt. Als er sechs Jahre alt war, trennten sich seine Eltern. Die Mutter zog mit den Kindern nach Chicago. Dort kam der Junge zum ersten Mal mit der Opern- und Theaterszene in Kontakt. Beatrice Welles verstarb bereits früh an einer Gelbsuchterkrankung. Dudley Crafts Watson, ein Arbeitskollege seiner Mutter am Art Institute of Chicago, nahm ihn daraufhin in seiner Familie auf. Als der Vater starb – Welles war zu diesem Zeitpunkt fünfzehn Jahre alt – wurde Maurice Bernstein sein Vormund.

### Schaffen
Seine Karriere begann Orson Welles Anfang der 1930er Jahre als Schauspieler beim Theater. In Hörspielen konnte er als Sprecher in beliebten Serien wie Cavalcade of America und The March of Time erste Erfolge erzielen. In den 1930er Jahren, während der Wirtschaftskrise, wurden Theaterprojekte von der Regierung unterstützt. Sein Freund John Houseman holte Welles zum Federal Theatre Project, einem Projekt der US-Regierung, wo er kreativen Freiraum erhielt und schon bald Shakespeare-Produktionen am Broadway leitete.

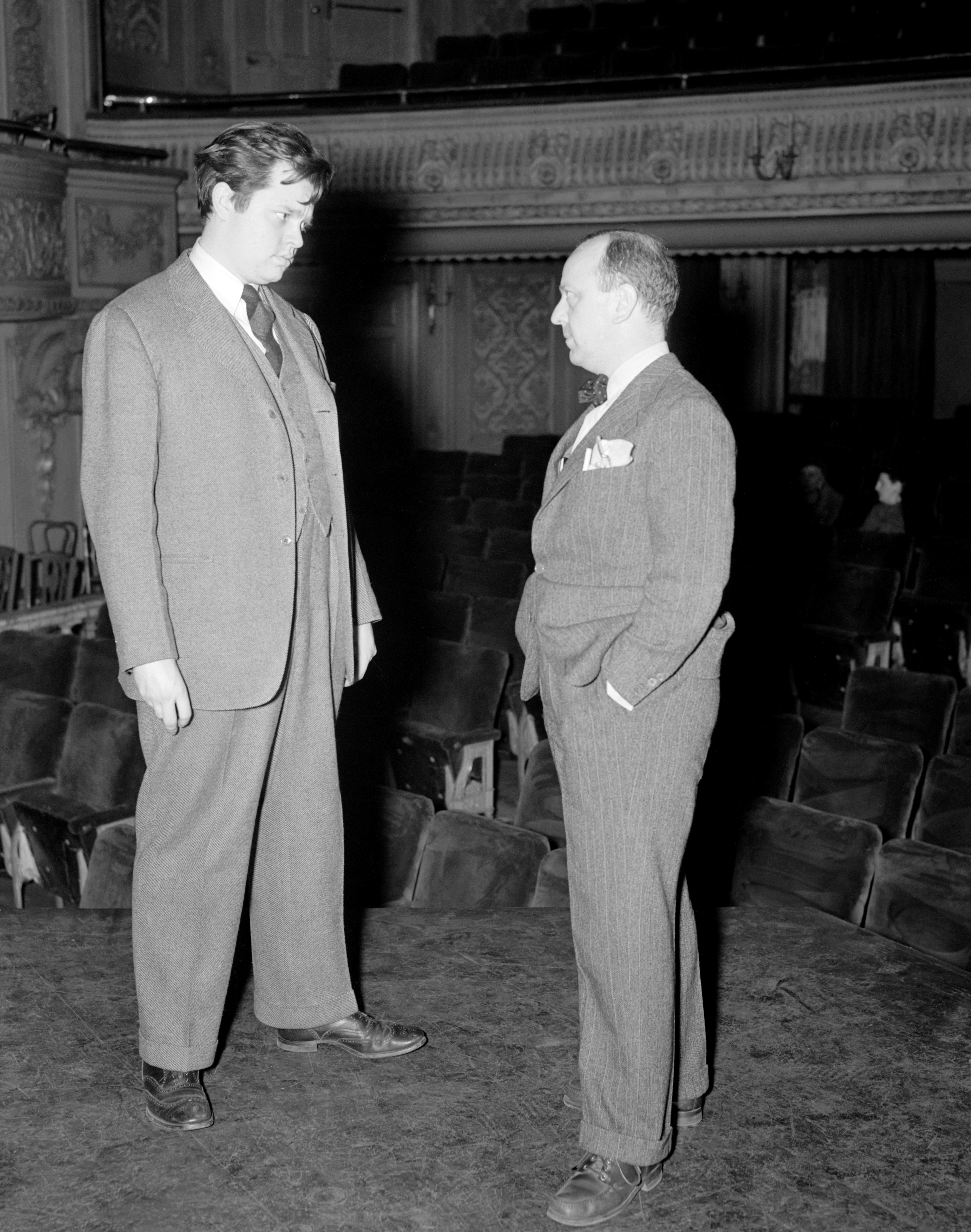
Welles (links) bei Vorbereitungen für eine Inszenierung des Federal Theatre Project von Doctor Faustus (um 1936)

Seine Inszenierung von Julius Caesar modernisierte das Drama, indem es zahlreiche Bezüge zu damals aktuellen Ereignissen herstellte und das Publikum in die Aufführung mit einbezog. Die Aufführung gilt bis heute als richtungsweisende Shakespeare-Interpretation auf US-amerikanischem Boden. Als ebenso legendär gilt sein „Voodoo-Macbeth“. Zu dieser Zeit erarbeitete sich Welles, gerade knapp über 20 Jahre alt, den Ruf als vielversprechendes Genie. Welles und sein Partner John Houseman trennten sich 1937 vom Federal Theatre Project und gründeten ihre eigene Theatergruppe, das Mercury Theatre.
Weit über die Grenzen von New York hinaus wurde er durch seine Arbeit fürs Radio bekannt. Er sprach die Titelfigur in der Hörspielreihe The Shadow und produzierte mit seiner Theatertruppe Adaptionen von Literaturklassikern; den Auftakt des Mercury Theatre on the Air bildete am 11. Juli 1938 Dracula. Es ranken sich zahlreiche Anekdoten um sein Problem, gleichzeitig für das Theater und das Radio zu arbeiten. Landesweite Bekanntheit erlangte er durch das Hörspiel War of the Worlds nach der gleichnamigen Vorlage des Science-Fiction-Romans Der Krieg der Welten von H. G. Wells (als Buch 1898 veröffentlicht), das 1938 am Vorabend von Halloween gesendet wurde. Diese fiktive Reportage soll bei ihrer Erstsendung am 30. Oktober 1938 an der Ostküste der USA eine Massenpanik ausgelöst haben – ob dies tatsächlich der Fall war, ist zweifelhaft. Einiges spricht dafür, dass diese bis heute oft kolportierte Darstellung eine Erfindung der Boulevardpresse war.
Das „Wunderkind“ wurde von der Produktionsfirma RKO Pictures nach Hollywood gelockt, was das gleichzeitige Arbeiten für Film- und Radioproduktionen verkomplizierte. Als bisher einziger Autor/Regisseur erhielt Welles von seinem Filmstudio eine  „Carte blanche“. Dadurch war er in der Lage, einen Film seiner Wahl vollständig nach seinen Vorstellungen zu drehen. Seine Idee, Joseph Conrads Herz der Finsternis zu verfilmen, erwies sich jedoch als nicht realisierbar. Schließlich diente ihm das Leben des Medienzaren William Randolph Hearst als Vorlage für die Biografie des „Amerikaners“ (wie der Film ursprünglich heißen sollte). Welles war an allen kreativen Arbeitsvorgängen des Films maßgeblich beteiligt. Er schrieb am Drehbuch mit, führte Regie, spielte die Hauptrolle und leitete die Produktion, wodurch er zu einem Vorbild für viele Filmemacher wurde.
Obwohl von Kritikern bis heute als einer der bedeutendsten Filme aller Zeiten gelobt, blieb Citizen Kane damals der Erfolg verwehrt, was zum Teil auf Hearsts Kampagne gegen den Film zurückgeführt wird. Citizen Kane besticht noch heute durch seine multiperspektivische Erzählweise, seine theatrale Optik und die Finessen des Soundtracks – Welles kombinierte hier alle Medienformen in übergreifender und innovativer Weise. Vom kommerziellen Misserfolg des Werkes erholte sich Welles’ Karriere nie mehr. Auch seine späteren Filme ging Welles stets mit großen Ambitionen an, wobei er aber häufig in Produktionswirren verstrickt wurde und regelmäßig scheiterte. Der Glanz des Hauses Amberson, gleich im Anschluss an Citizen Kane gedreht, ist nicht mehr in der vollständigen Fassung erhalten. Es werden zahlreiche Erklärungen angeführt für die Veränderungen durch das Studio und Welles’ Abwesenheit während der Nachproduktion.

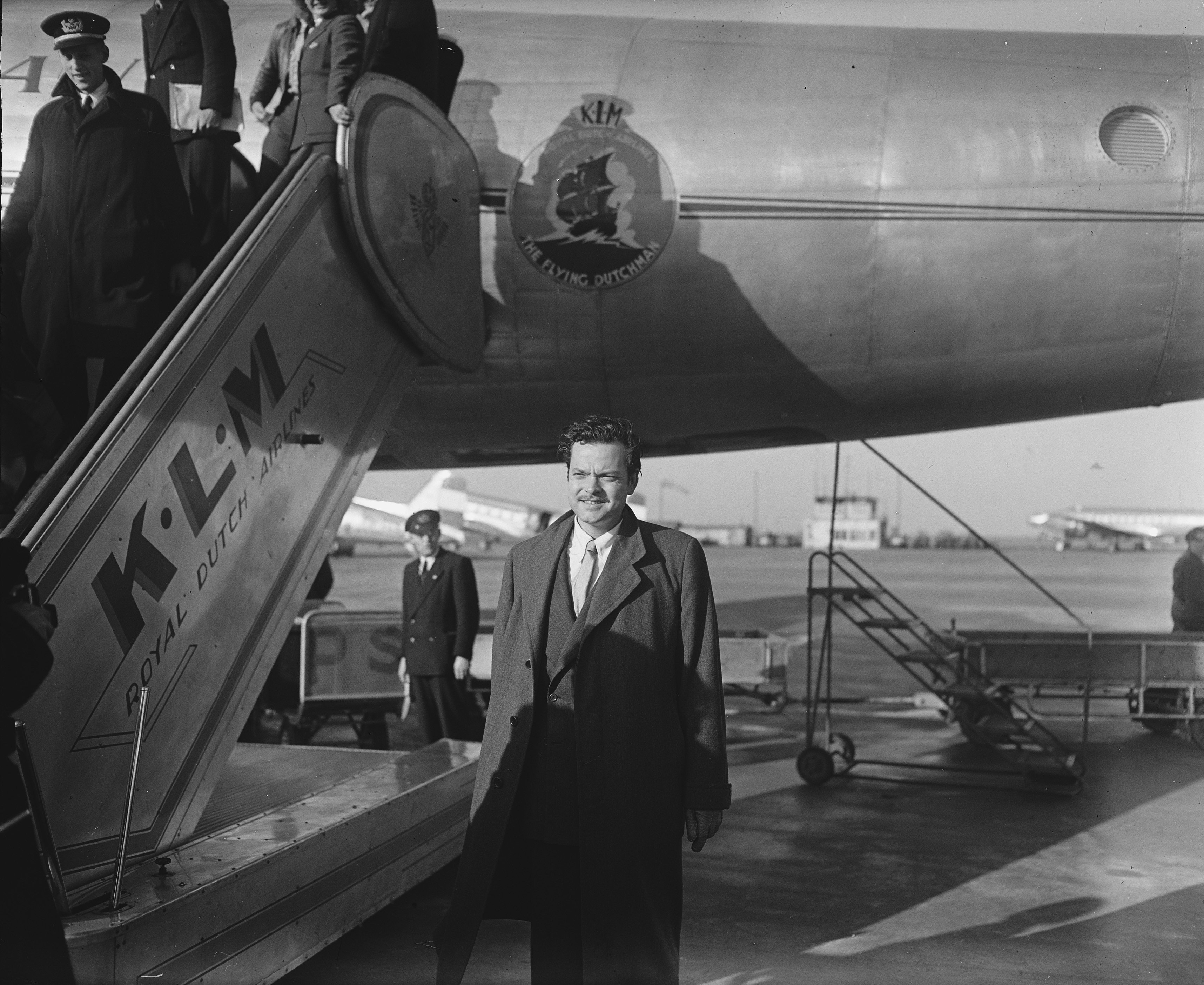
Welles in den Niederlanden (1948)

Im Jahr 1947 verließ er Hollywood in Richtung Europa, wo er 1949 noch einmal großen Erfolg hatte in der Rolle des Harry Lime in dem Film Der dritte Mann nach einer Erzählung von Graham Greene, der mit Carol Reed zusammen das Drehbuch schrieb. Auch eine darauf basierende Hörspielserie war kommerziell erfolgreich. Die anschließenden Jahrzehnte waren geprägt von finanziellen Misserfolgen und Rückschlägen. Filme wie Herr Satan persönlich und Im Zeichen des Bösen wurden zwar von manchem Kritiker gelobt, fanden aber kaum Zuspruch beim Publikum. Oft wurden sie von den Produzenten ohne Welles’ Zustimmung in veränderten und verschnittenen Versionen herausgebracht und büßten so seine originäre Handschrift ein.
Enttäuscht versuchte Welles nun, seine Projekte aus eigener Hand zu finanzieren und zu realisieren. Um sich das nötige Geld zu beschaffen, nahm er seine Rollen wahllos an und wirkte als Schauspieler unter der Regie von Kollegen in über hundert Filmen mit, darunter auch in Werbespots und der Synchronisation von Zeichentrickserien, was seinem öffentlichen Ansehen als Künstler nicht zuträglich war.
Bei der Verwirklichung seiner eigenen, künstlerisch potentiell viel wertvolleren Projekte war er häufig vom Pech verfolgt:
- Der Film The Deep (1967–1970) war fast fertig, als Welles das Geld ausging und die Dreharbeiten verschoben werden mussten. Kurz darauf starb der Hauptdarsteller Laurence Harvey (1928–1973), sodass die fehlenden Szenen nicht mehr nachgedreht werden konnten und der Film unvollendet blieb.
- Eine Verfilmung von Shakespeares Der Kaufmann von Venedig (1969) war bereits fertiggestellt, aber mehrere Filmrollen waren dauerhaft verschwunden.
- The Other Side of the Wind (gedreht 1970–1976) ist ein teilweise autobiografischer Film um einen alternden Regisseur (mit John Huston in der Hauptrolle). Der Film war nach 1976 lange Gegenstand gerichtlicher Auseinandersetzungen mit dem Schwager des iranischen Schahs, Mohammad Reza Pahlavi, der sich an der Finanzierung des Films beteiligt hatte. Welles hatte zwar den gesamten Film abgedreht, kam allerdings bis zu seinem Tod nicht mit dem Schnitt und der Postproduktion des Films voran. Nach Orson Welles’ Tod machte seine Tochter Ansprüche geltend. Oja Kodar zufolge befindet sich das Negativ in Paris und eine Positivkopie in Los Angeles. Über Jahrzehnte gab es rechtliche und finanzielle Schwierigkeiten, The Other Side of the Wind fertigzustellen. Auch der mit Welles befreundete Regisseur Peter Bogdanovich setzte sich sehr für das Projekt ein. Im Frühjahr 2015 wurden über eine Kampagne auf der Crowdfunding-Seite Indiegogo über 400.000 US-Dollar für die Fertigstellung des Films eingeworben, die bis Januar 2016 hätte erfolgen sollen.[11] Im März 2017 erwarb der Streaming-Dienst Netflix die weltweiten Rechte an The Other Side of the Wind mit dem Ziel, das unvollendete Werk fertigzustellen.[12] Der Film feierte schließlich am 31. August 2018 im Rahmen der Filmfestspiele von Venedig seine Weltpremiere.[13]
- Bei der durch ein hohes Maß an Improvisation gekennzeichneten Verfilmung von Don Quichote (ab 1955) musste nach den Probeaufnahmen der Hauptdarsteller Mischa Auer nach seinem Tod (5. März 1967) durch Francisco Reiguera ersetzt werden.
- Seine Shakespeare-Verfilmungen Macbeth, Othello und Chimes at Midnight (ein Destillat aus fünf Stücken) gelangten nach größeren Produktionsproblemen ins Kino, konnten jedoch kein Massenpublikum anziehen (Macbeth musste komplett neu synchronisiert werden, die Arbeiten an Othello zogen sich über drei Jahre hin, Chimes war in der Bühnenfassung ein Misserfolg).

Als einer der ersten Kinoregisseure begeisterte sich Welles für das Medium Fernsehen und suchte auch dort nach kreativen Betätigungsmöglichkeiten. Daneben schrieb er unter Pseudonym einige Trivialromane und Drehbücher, meist aus finanziellen Motiven. Nach seiner Rückkehr in die USA konnte er, auch durch Auftritte in Talkshows, seinen Mythos am Leben halten. Für größere Aufmerksamkeit sorgte Welles noch einmal 1975 mit dem verschachtelten Film-Essay F wie Fälschung, in dem der umstrittene Kunstfälscher Elmyr de Hory sowie der nicht minder umstrittene Schriftsteller Clifford Irving, der sowohl eine gefälschte Biografie über den Milliardär Howard Hughes als auch eine vermeintlich echte, zumindest autorisierte Biografie über de Hory geschrieben hatte, porträtiert wurden. Der Film nimmt es mit der Wahrheit selbst nicht so genau, was wesentlich in seiner Konzeption begründet ist und ganz in Welles’ Absicht lag.
Im Jahr 1983 wurde er als auswärtiges Mitglied in die Académie des Beaux-Arts aufgenommen.
Einen letzten Filmauftritt hatte Welles 1983 an der Seite von Tony Curtis in Where Is Parzifal?. Die letzte Produktion, an der sich Welles beteiligte, war der Zeichentrickfilm Transformers – Der Kampf um Cybertron, in dem er die Rolle des Unicron sprach. Die Veröffentlichung des Films im Jahr 1986 erlebte er nicht mehr.

### Privatleben
Orson Welles heiratete 1934 die Theaterschauspielerin Virginia Nicolson, die Ehe wurde 1939 geschieden. Daneben hatte er auch eine Beziehung mit der mexikanisch-amerikanischen Schauspielerin Dolores del Río. Insbesondere während seiner Ehe mit Hollywood-Star Rita Hayworth zwischen 1943 und 1947 war sein Name häufig in der Boulevardpresse zu finden. Von 1955 bis zu seinem Tod 1985 war er mit der italienischen Schauspielerin Paola Mori (1928–1986) verheiratet. Aus Welles’ Ehen gingen drei Töchter hervor: Christopher, geboren 1938 aus seiner Ehe mit Nicholson, Rebecca (1944–2004), aus seiner Ehe mit Hayworth und Beatrice, geboren 1955, aus seiner Ehe mit Mori.
Obwohl die Ehe mit Mori auf dem Papier bis zuletzt Bestand hatte, war die kroatisch-französische Schauspielerin Oja Kodar für die letzten 20 Jahre seine Lebenspartnerin. Sie wurde in Welles’ letzten Lebensjahren zur vertrauten Gefährtin und engsten Mitarbeiterin. Kodar arbeitete unter anderem am Drehbuch von The Other Side of the Wind mit.
Orson Welles litt mit zunehmendem Alter immer mehr an Adipositas. Er starb am 10. Oktober 1985 im Alter von 70 Jahren in seinem Haus in Kalifornien an Herzversagen, nur wenige Stunden nachdem er noch in der Merv Griffin Show aufgetreten war. Seine letzte Ruhestätte befindet sich auf dem Landgut „El Recreo de San Cayetano“ in der Nähe der andalusischen Stadt Ronda, wo seine Asche in einem blumengeschmückten trockenen Brunnen auf der Finca eines langjährigen Freundes, des früheren Stierkämpfers Antonio Ordóñez (1932–1998), beigesetzt wurde.

### Politische Einordnung
Orson Welles bezog in seinen Theateraufführungen, Radioshows und Filmen, besonders während der Großen Wirtschaftskrise der 1930er Jahre, wie viele andere Künstler der Popular Front auch zu sozialen Themen Stellung. Er unterstützte den Wahlkampf von Franklin D. Roosevelt, mit dem er freundschaftlich verbunden war.
Welles pflegte politisch linksgerichtete Aktivitäten und Ansichten sowie Kontakte zu Mitgliedern der Kommunistischen Partei wie etwa zu Palmiro Togliatti.
In der McCarthy-Ära (von 1947 bis etwa 1956) stand er deshalb auf einer Schwarzen Liste.

## Synchronisation
Orson Welles hatte in den deutschen Fassungen seiner Filme keine feste Synchronstimme. Unter anderem wurde er gesprochen von Hans Nielsen (in Citizen Kane), Fritz Tillmann, Martin Hirthe, Peter Pasetti und Walther Süssenguth.
Da zur Zeit der Welles-Filme noch keine IT-Bänder üblich waren, die Hintergrundgeräusche und Musik ohne das Gesprochene enthalten, wurden für die deutschen Synchronisationen völlig neue Tonspuren erstellt. Dabei ignorierten die Toningenieure überwiegend die akustischen Besonderheiten der Welles-Filme, so dass in den deutschen Fassungen gerade das bei Welles besondere geschätzte Zusammenwirken oder auch die gegenläufige Verwendung von Bild und Ton und damit ein wesentlicher Teil der Atmosphäre verloren ging.

## Nachlass
Seinen filmischen Nachlass vermachte Welles seiner Lebensgefährtin Oja Kodar. Seit Anfang der 1990er Jahre widmet sie sich dem Erhalt seines Werks, um es der Öffentlichkeit zugänglich zu machen. 1994 entstand mit ihrer Unterstützung die Dokumentation Orson Welles: The One-Man Band (etwa: Die Ein-Mann-Band, eine Anspielung auf Welles’ vielfältige Tätigkeiten und gleichzeitig Titel eines seiner Kurzfilme), die auch zuvor unveröffentlichtes Filmmaterial enthält. Bezeichnenderweise gibt es aufgrund von Rechtsstreitigkeiten auch von dieser Dokumentation verschiedene Versionen.
1996 übergab Oja Kodar den filmischen Nachlass von Welles an das Filmmuseum München, das die Fragmente der unvollendeten Filme restauriert und seit 1999 Konferenzen und Retrospektiven zum Werk von Orson Welles organisiert.
Welles Film Im Zeichen des Bösen konnte 1998 auf Initiative des Filmrestaurators Rick Schmidlin in einer weitestgehend den Wünschen des Regisseurs entsprechenden Version restauriert werden. Welles hatte gegen die drastischen Kürzungen und Veränderungen des Studios erfolglos in einem 58-seitigen Memorandum protestiert. Schmidlin konnte das komplette Memorandum ausfinding machen und den Filmeditor Walter Murch für das Projekt gewinnen, der nach Welles Ausführungen den Film so schnitt, wie er auf Basis des verfügbaren Materials bestmöglich dem Willen von Welles entsprechen konnte.

## Zitat
„Ein Filmregisseur sollte sehr intelligent sein, aber möglichst kein Intellektueller – denn der Intellektuelle ist der Todfeind aller Darstellenden Künste.“

## Filmografie

### Regie
- 1933: Twelfth Night (Kurzfilm)
- 1934: The Hearts of Age (Kurzfilm) – zusammen mit William Vance
- 1938: Too Much Johnson[31]
- 1941: Citizen Kane
- 1942: Der Glanz des Hauses Amberson (The Magnificent Ambersons) (& Drehbuch)
- 1943: Von Agenten gejagt (Journey Into Fear)
- 1946: Die Spur des Fremden (The Stranger)
- 1947: Die Lady von Shanghai (The Lady from Shanghai)
- 1948: Macbeth – Der Königsmörder (Macbeth)
- 1952: Orson Welles’ Othello (The Tragedy of Othello: The Moor of Venice)
- 1955: Herr Satan persönlich (Mr. Arkadin)
- 1955: Around the World with Orson Welles (Dokumentationsreihe)
- 1958: Im Zeichen des Bösen (Touch of Evil)
- 1958: The Fountain of Youth (Kurzfilm)
- 1959: Viva Italia (Portrait of Gina) (Dokumentarfilm)[32]
- 1962: Der Prozeß (Le procès)
- 1965: Falstaff (Chimes at Midnight/Campanadas a medianoche)
- 1968: Stunde der Wahrheit (Une histoire immortelle)
- 1974: F wie Fälschung (F for Fake / Vérités et mensonges)
- 1978: Erinnerungen an Othello Filming Othello by Orson Welles (Dokumentarfilm)
- 1992: Don Quijote de Orson Welles (unvollendet; gedreht 1957–1969)
- 1999: Moby Dick (unvollendet, gedreht 1971)
- 2015: Der Kaufmann von Venedig (gedreht 1969)
- 2018: The Other Side of the Wind (gedreht 1970–1976)
- unveröffentlicht: The Deep (unvollendet, gedreht 1966–1969)

### Schauspieler
- 1933: Twelfth Night (Kurzfilm)
- 1934: The Hearts of Age (Kurzfilm)
- 1938: Too Much Johnson
- 1940: Die Insel der Verlorenen (Swiss Family Robinson) – Erzähler
- 1941: Citizen Kane
- 1943: Die Waise von Lowood (Jane Eyre)
- 1943: Von Agenten gejagt (Journey Into Fear)
- 1944: Follow the Boys
- 1946: Morgen ist die Ewigkeit (Tomorrow Is Forever)
- 1946: Duell in der Sonne (Duel in the Sun) – Erzähler
- 1946: Die Spur des Fremden (The Stranger)
- 1947: Die Lady von Shanghai (The Lady from Shanghai)
- 1948: Macbeth – Der Königsmörder (Macbeth)
- 1949: Der dritte Mann (The Third Man)
- 1949: Graf Cagliostro (Black Magic)
- 1949: In den Klauen des Borgia (Prince of Foxes)
- 1950: Die schwarze Rose (The Black Rose)
- 1952: Trents letzter Fall (Trent’s Last Case)
- 1952: Orson Welles’ Othello (The Tragedy of Othello: The Moor of Venice)
- 1953: Rückkehr nach Glennascaul (Return to Glennascaul)
- 1953: L’uomo, la bestia e la virtù
- 1953: King Lear
- 1955: Trouble in the Glen
- 1954: Versailles – Könige und Frauen (Si Versailles m’était conté)
- 1955: Mord ohne Mörder (Three Cases of Murder)
- 1955: Napoleon (Napoléon)
- 1955: Herr Satan persönlich (Mr. Arkadin)
- 1956: Moby Dick (Moby Dick)
- 1957: Des Teufels Lohn (Man in the Shadow)
- 1958: Der lange heiße Sommer (The Long, Hot Summer)
- 1958: Im Zeichen des Bösen (Touch of Evil)
- 1958: Die Wurzeln des Himmels (The Roots of Heaven)
- 1959: Der Zwang zum Bösen (Compulsion)
- 1959: Fähre nach Hongkong (Ferry to Hong Kong)
- 1960: David und Goliath (David e Golia)
- 1960: Drama im Spiegel (Crack in the Mirror)
- 1960: Austerlitz – Glanz einer Kaiserkrone (Austerlitz)
- 1961: König der Könige (King of Kings)
- 1961: Die Tataren (I Tartari)
- 1962: Der junge General (La Fayette)
- 1963: Der Weichkäse (La ricotta) (Episode von Ro.Go.Pa.G)
- 1963: Hotel International (The V.I.P.s)
- 1964: Stunden des Ruhms – Winston Churchills Leben und Werk (The Finest Hours, Dokumentarfilm, Stimme)
- 1965: Im Reich des Kublai Khan (La fabuleuse aventure de Marco Polo)
- 1966: Brennt Paris? (Paris brûle-t-il?)
- 1966: Ein Mann zu jeder Jahreszeit (A Man for All Seasons)
- 1967: Casino Royale (Casino Royale)
- 1967: Nur eine Frau an Bord (The Sailor from Gibraltar)
- 1967: König Ödipus (Oedipus the King)
- 1967: A King’s Story – Sprecher
- 1967: Was kommt danach…? (I’ll Never Forget What’s’is name)
- 1968: Jedes Kartenhaus zerbricht (House of Cards)
- 1968: Kampf um Rom (2 Teile)
- 1968: Tepepa (Tepepa)
- 1969: Stern des Südens (The Southern Star)
- 1969: Die Schlacht an der Neretva (Bitka na Neretvi)
- 1969: Zwölf plus eins (Una su 13)
- 1970: The Deep – auch Regie
- 1970: Der Brief an den Kreml (The Kremlin Letter)
- 1970: Die Französische Revolution fand nicht statt (Start the Revolution Without Me)
- 1970: Catch-22 – Der böse Trick (Catch-22)
- 1970: Waterloo (Waterloo)
- 1971: Ein Zauberer an meiner Seite (A Safe Place)
- 1971: Der zehnte Tag (La Décade prodigieuse)
- 1972: Die Schatzinsel (Treasure Island) (& Ko-Drehbuch)
- 1972: Hilfe, ich habe Erfolg! (Get to Know Your Rabbit)
- 1972: Necromancy
- 1972: Malpertuis
- 1972: Future Shock (Fernsehfilm, Mac Graw-Hill Productions)
- 1974: Ein Unbekannter rechnet ab (And Then There Were None) (Stimme)
- 1976: Reise der Verdammten (Voyage of the Damned)
- 1978: Die große Offensive (Il grande attacco) (Erzählerstimme)
- 1979: Muppet Movie
- 1980: Das Geheimnis des Nikola Tesla (Tajna Nikole Tesle)
- 1981: Mel Brooks – Die verrückte Geschichte der Welt (Erzählerstimme)
- 1982: Butterfly – Der blonde Schmetterling (Butterfly)
- 1984: Die Himmelsmaschine (Where Is Parsifal?)
- 1986: Transformers – Der Kampf um Cybertron (The Transformers: The Movie) (Stimme)
- 1987: Someone to Love

## Hörspiele
- 1937: Les Misérables (Hauptrolle in der gleichnamigen Radioserie)
- 1937: The Shadow (Hauptrolle in der gleichnamigen Radioserie)
- 1938: The Shadow (Hauptrolle in der gleichnamigen Radioserie)
- 1938: The Mercury Theatre on the Air (Hauptrolle in der gleichnamigen Radioserie. In Episode 1 Bram Stoker’s Dracula und in Episode 17 Der Krieg der Welten von H. G. Wells)
- 1938: The Immortal Sherlock Holmes
- 1939: The Murder of Roger Ackroyd (nach dem Roman von Agatha Christie) Regie und Hauptrolle als Hercule Poirot
- 1940: Macbeth (Hauptrolle) (enthalten in der Arthaus Premium DVD von Orson Welles' Film Macbeth)
- 1951–1953: The Adventures of Harry Lime

## Auszeichnungen und Ehrungen
Academy Awards (Oscars)
- 1942: Bestes Originaldrehbuch für Citizen Kane zusammen mit Herman J. Mankiewicz (gewonnen)
- 1942: Bester Film für Citizen Kane (nominiert)
- 1942: Bester Hauptdarsteller in Citizen Kane (nominiert)
- 1942: Beste Regie für Citizen Kane (nominiert)
- 1943: Bester Film für Der Glanz des Hauses Ambersons (nominiert)
- 1971: Ehrenoscar

Golden Globe Awards
- 1982: Bester Nebendarsteller – Film in Butterfly (nominiert)

British Academy Film Awards (BAFTA)
- 1968: Bester ausländischer Schauspieler in Falstaff – Glocken bei Mitternacht (nominiert)

Grammy Awards
- 1976: Bestes gesprochenes Album für Immortal Sherlock Holmes (nominiert)
- 1977: Bestes gesprochenes Album für Great American Documents (gewonnen)
- 1979: Bestes gesprochenes Album für Citizen Kane: Original Motion Picture Soundtrack (gewonnen)
- 1980: Bestes gesprochenes Album für Orson Welles and Helen Hayes at Their Best (nominiert)
- 1982: Bestes gesprochenes Album für Donovian's Brain (gewonnen)
- 1993: Bestes gesprochenes Album für This is Orson Welles (posthum, nominiert)

David di Donatello
- 1983: Luchino Visconti Award

Directors Guild of America Award
- 1984: Lifetime Achievement Award

American Film Institute (AFI)
- 1975: Life Achievement Award

Internationales Filmfestival in Cannes
- 1952: Grand Prix für Orson Welles’ Othello (zusammen mit Für zwei Groschen Hoffnung)
- 1959: Darstellerpreis für Der Zwang zum Bösen
- 1966: Technical Grand Price für Falstaff
- 1966: Sonderpreis zum 20-jährigen Bestehen des Filmfestivals für Falstaff
- 1966: Goldene Palme für Falstaff (nominiert)

Internationale Filmfestspiele von Venedig
- 1947: Grand International Award für Die Spur des Fremden (nominiert)
- 1948: Grand International Award für Macbeth (nominiert)
- 1962: Goldener Löwe für Der Prozess (nominiert)
- 1970: Career Golden Lion (gewonnen)
- 2018: Queer Lion für The Other Side of the Wind (posthum, nominiert)

Hugo Awards
- 1939: Beste Dramapräsentation – Kurzform für Krieg der Welten
- 1939: Beste Dramapräsentation – Kurzform für In 80 Tagen um die Welt
- 1939: Beste Dramapräsentation – Kurzform für A Christmas Carol
- 1939: Beste Dramapräsentation – Kurzform für Dracula
- 2014: Retro-Hugo Award for Best Dramatic für Krieg der Welten (posthum)

Filmfest München
- 1993: One Future Prize für It's All True (posthum)

Peabody Awards
- 1959: Preis für The Fountain Of Youth

San Francisco Film Critics Circle Awards
- 2018: Bester Schnitt für The Other Side of the Wind (zusammen mit Bob Murawski, posthum)

Hollywood Walk of Fame
- 1960 in der Kategorie „Film“

Mitgliedschaften
- 1983: Ehrenmitglied der American Academy of Arts and Letters[33]

## Diskographie
Mit The Alan Parsons Project
- 1987: Tales of Mystery and Imagination (CD-Wiederveröffentlichung mit Rezitationen durch Welles)

Mit Manowar
- 1982: Battle Hymns (gesprochene Textpassagen im Lied Dark Avenger)
- 1983: Defender (gesprochene Textpassagen)
- 1987: Fighting the World (gesprochene Textpassagen bei der Neuaufnahme von Defender)

Live-Konzerte von Manowar beginnen noch heute mit der von Welles gesprochenen Textpassage: „Ladies and gentlemen, from the United States of America, all hail Manowar!“

## Dokumentarfilme
- Die Schlacht um Citizen Kane (The Battle Over Citizen Kane). Dokumentarfilm, USA, 1995, 108 Min., Regie: Thomas Lennon, Michael Epstein. Mit Orson Welles u. a. Musik: Brian Keane, Maurice Wright, u. a. Produktion: PBS, Lennon Documentary Group, Reihe: The American Experience.

- Orson Welles: The One-Man Band. Dokumentarfilm, Deutschland, Frankreich, Schweiz, 1995, 83:02 Min.; Buch: Vassili Silovic und Roland Zag; Regie: Oja Kodar und Vassili Silovic; Produktion: Media Res, Méditerranée Film Production, La Sept, arte, INA, La Cinquième, Boa Filmproduktion, Inhaltsangabe von ARD, Besprechung der New York Times.

- Ich & Orson Welles. (OT: Me and Orson Welles.) Doku-Drama, USA, Großbritannien, 2008, 84:02 Min., Buch: Robert Kaplow, Regie: Richard Linklater, Produktion: CinemaNX, Isle of Man Film, Filmpremiere: 5. September 2008 beim TIFF.

- Orson Welles – Tragisches Genie. (OT: Orson Welles – Autopsie d’une légende.) Dokumentarfilm, Frankreich, 2015, 55:40 Min., Buch und Regie: Elisabeth Kapnist, Produktion: Compagnie des Phares et Balises, arte France, Erstsendung: 28. September 2014 bei arte, Filmportal von arte, (Memento vom 4. Oktober 2015 im Internet Archive): „Wie kam es, dass Orson Welles trotz seines Renommees immer wieder am Drehen gehindert wurde? Hatte Welles unbewusst Eigensabotage betrieben?“

- The Eyes of Orson Welles. Dokumentarfilm, Großbritannien, 2018, 115 Min., Buch und Regie: Mark Cousins, Produktion: Bofa Productions, Creative Scotland, BBC, Filmstruck, Filmpremiere: 9. Mai 2018 beim Festival de Cannes, Inhaltsangabe, Video-Ausschnitt vom Festival de Cannes (englisch).

## Spielfilme
Im von Joseph Sargent inszenierten Fernsehfilm Die Nacht, als die Marsmenschen Amerika angriffen aus dem Jahr 1975 geht es um Welles Hörspiel Krieg der Welten. Die Rolle Wells übernahm Paul Shenar. 
Der von David Fincher inszenierte Film Mank (2020) fokussierte auf die Streitigkeiten zwischen Drehbuchautor Herman J. Mankiewicz und Welles in Bezug auf das Drehbuch von Citizen Kane. In der Rolle von Welles ist der britische Schauspieler Tom Burke zu sehen, Mankiewicz wird von Gary Oldman gespielt.